# Ана Паквин
Ана Хелен Паквин (енгл. Anna Hélène Paquin; Винипег, 24. јул 1982) новозеландско-канадска је глумица.

## Биографија
Паквин је рођена у Винипегу, као ћерка Мери Паквин (рођена Брофи), новозеландске наставнице енглеског из Велингтона, и Брајана Паквина, канадског професора физичког васпитања у средњој школи. Паквин има двоје старије браће и сестара: Ендруа (рођеног 1977.), режисера, и Катју (рођену 1980.), чији је партнер Зелена партија Новог Зеланда бивши ко-лидер Расел Норман. Паквин је холандског, француског и ирског порекла. Паквинова породица преселила се на Нови Зеланд када је имала четири године. Њени музички хобији из детињства на Новом Зеланду укључивали су свирање виоле, виолончела и клавира. Учествовала је и у гимнастици, балету, пливању и скијању, иако није имала хобије у вези са глумом.
Дебитовала је у глуми глумећи Флору Мекграт у романтичном драмском филму Клавир (1993), за који је са 11 година освојила Оскара за најбољу споредну глумицу, чиме је постала друга најмлађа добитница Оскара у историји. Била је успешна дечија глумица, добила је номинације, као и за изванредну глумачку улогу у филму за појављивање у филму Камерона Корак до славе (2000). Такође се појавила у филмовима Џејн Ејр (1996) и Амистад (1997)
Паквин је наставила да игра истакнуте улоге у одраслом добу, портретишући мутантску суперхероину Роуг у франшизи Икс-Мен (2000–2014), за коју је номинована за награду Сатурн за своју улогу у првом делу. Њене остале филмске заслуге укључују Маргарет (2011), Добри диносаурус (2015) и Ирац (2019). Играла је главну улогу у HBO вампирској драмској телевизијској серији Права крв (2008–2014). За своју улогу у серији, Паквин је освојила награду Златни глобус за најбољу глумицу у телевизијској серији – драми 2009, и била је номинована за додатну награду Златни глобус 2010, као и три награде Сатурн и награду Удружења филмских глумаца 2010. Између осталих признања, Паквин је номинована за Еми награду, Златни глобус и награду Удружења филмских глумаца за свој рад на телевизијском филму Закопај моје срце у рањено колено (2007). Добила је додатну номинацију за Златни глобус за свој рад на телевизијском филму Храбро срце Ирене Сендлер (2009).

## Филмографија
| Улоге на филму |                                 |               |                         |             |
| Година         | Српски назив                    | Изворни назив | Улога                   | Напомена    |
| 1993.          | Клавир                          |               |                         |             |
| 1996.          |                                 |               |                         |             |
| 1996.          |                                 |               |                         |             |
| 1997.          | Гост на венчању                 |               | ТВ филм                 |             |
| 1997.          |                                 |               | Изабела II од Шпаније\| |             |
| 1998.          |                                 |               |                         |             |
| 1998.          |                                 |               | глас                    |             |
| 1999.          |                                 |               | ТВ филм                 |             |
| 1999.          | Она је та                       |               |                         |             |
| 1999.          |                                 |               |                         |             |
| 2000.          | Икс-људи                        |               |                         |             |
| 2000.          |                                 |               |                         |             |
| 2000.          |                                 |               |                         |             |
| 2001.          |                                 |               |                         |             |
| 2002.          |                                 |               |                         |             |
| 2002.          | Двадесетпети сат                |               |                         |             |
| 2003.          | Икс-људи 2                      |               |                         |             |
| 2003.          |                                 |               | глас                    |             |
| 2004.          |                                 |               | глас                    |             |
| 2005.          |                                 |               |                         |             |
| 2005.          |                                 |               | Џоун (глас)\| ТВ филм   |             |
| 2006.          | Икс-људи 3: Последње упориште   |               |                         |             |
| 2006.          |                                 |               |                         |             |
| 2007.          |                                 |               |                         |             |
| 2007.          |                                 |               | глас                    |             |
| 2007.          |                                 |               |                         |             |
| 2008.          | Смицалица ил' посластица        |               |                         |             |
| 2009.          |                                 |               |                         |             |
| 2010.          |                                 |               | Џени                    |             |
| 2010.          |                                 |               |                         |             |
| 2011.          |                                 |               |                         |             |
| 2011.          | Врисак 4                        |               | Рејчел                  | камео улога |
| 2011.          |                                 |               | Ким                     | кратки филм |
| 2014.          | Икс-људи: Дани будуће прошлости |               | Роуг/Мари               | камео       |
| 2019.          | Ирац                            |               | Пеги Ширан              |             |

| Улоге на телевизији |                                 |               |                  |                                      |
| Година              | Српски назив                    | Изворни назив | Улога            | Напомена                             |
| 1997.               | Гост на венчању                 |               | Френки Адамс     | телевизијски филм                    |
| 2007.               | Покопај ми срце код Вундид Нија |               | Илејн Гудејл     | телевизијски филм                    |
| 2007—2014.          | Права крв                       |               | Суки Стакхаус    | 80 епизода                           |
| 2009.               |                                 |               | Ирена Сендлерова | телевизијски филм                    |
| 2011.               | Финеас и Ферб                   |               | Кристен (глас)   | епизода: „Кендисино проклетство”     |
| 2013.               |                                 |               | Кејти            | 6 епизода                            |
| 2016.               | Корени                          |               | Ненси Холт       | епизода: „4. део”                    |
| 2017.               |                                 |               | Ени Рајдер       | 8 епизода: такође извршни проуцент   |
| 2017.               | Алијас Грејс                    |               | Ненси Монтгемери | 5 епизода                            |
| 2017.               |                                 |               | Сара             | епизода: „Стваран живот”             |
| 2019—данас          | Секс, дрога и PR                  |               | Робин            | 12 епизода; такође извршни продуцент |
| 2019.               | Афера                           |               | Џоани Локхарт    | 8 епизода                            |